# Linea M6 (metropolitana di Istanbul)
La linea M6 della metropolitana di Istanbul, ufficialmente denominata linea metropolitana M6 Levent - Boğaziçi Üniversitesi/Hisarüstü (in turco M6 Levent - Boğaziçi Üniversitesi/Hisarüstü metro hattı), è una metropolitana leggera lunga 3,3 km, che serve la parte europea della città di Istanbul, in Turchia. La linea è stata aperta al pubblico il 19 aprile 2015.
Questa linea è la più corta del sistema di metropolitane della città, con solo quattro stazioni.

## Storia
Il progetto è frutto della collaborazione tra la Municipalità Metropolitana di Istanbul e il Ministero dei Trasporti, del Mare e delle Comunicazioni. Il tunnel della metropolitana è a canna singola, costruito a 25 metri di profondità con il metodo New Austrian Tunnelling (NATM). La linea, lunga 3,3 chilometri  e dotata di quattro stazioni, si collega alla linea metropolitana linea M2 Yenikapı - Hacıosman alla stazione di Levent. In termini di capacità di trasporto, può trasportare 8.100 passeggeri all'ora per direzione, il che la rende una linea di metropolitana leggera piuttosto che una linea di transito rapido. La M6 opera con due treni a 4 carrozze (che possono diventare tre), che viaggiano a una velocità massima di 80 km/h , con precedenze di almeno 5 minuti nelle ore di punta. Il tempo di percorrenza tra le stazioni termini è di 6-7 minuti.
Inizialmente l'entrata in servizio era prevista per il 29 ottobre 2014, in occasione della Festa della Repubblica, ma alla fine la linea metropolitana è stata inaugurata il 19 aprile 2015.
Una linea funicolare collega la stazione terminale di Hisarüstü/Università del Bosforo con il litorale del Bosforo in corrispondenza del quartiere di Aşiyan.

## Stazioni
La M6 ha un totale di quattro stazioni, il minor numero fra tutte le linee metropolitane della città. L'unico collegamento con un'altra linea della metropolitana è a Levent, dove è disponibile un collegamento con la M2.

## Materiale rotabile
La linea spesso utilizza due treni Alstom, utilizzati anche sulla linea M2, ma talvolta uno dei treni adoperati è un modello Hyundai Rotem, anch'esso utilizzato sulla M2.